# Lanocira kroyeri
Lanocira kroyeri är en kräftdjursart som beskrevs av Hansen 1890. Lanocira kroyeri ingår i släktet Lanocira och familjen Corallanidae. Inga underarter finns listade i Catalogue of Life.